# Julius Wellhausen

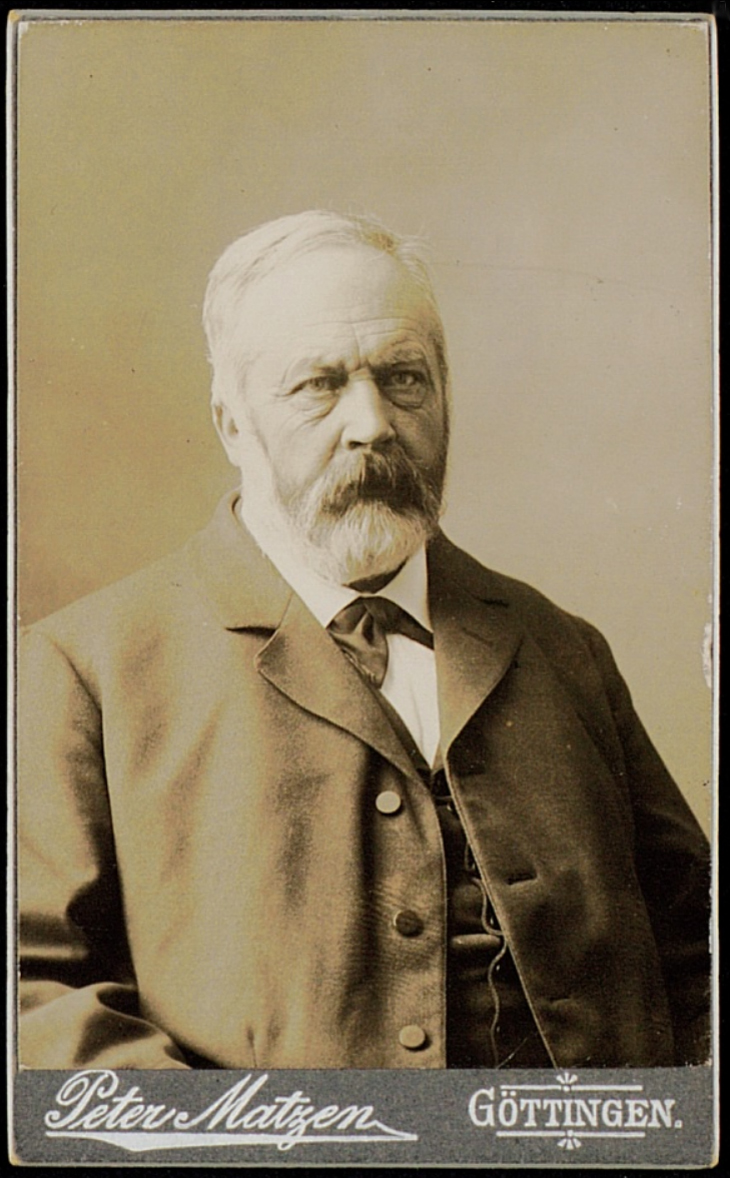
Julius Wellhausen um 1900

Julius Wellhausen (* 17. Mai 1844 in Hameln; † 7. Januar 1918 in Göttingen) war ein deutscher evangelischer Theologe und Orientalist. Er war ein akademischer Schüler Heinrich Ewalds. Nach seiner Licentiaten-Promotion und Habilitation in Göttingen lehrte er ab 1872 Altes Testament an der Universität Greifswald. Weil er sich als Wissenschaftler außerstande sah, die Studenten auf den kirchlichen Dienst vorzubereiten, legte er 1882 seine Professur nieder und ging als Extraordinarius für Orientalische Sprachen an die Universität Halle. 1885 wurde er zum Ordinarius an der Universität Marburg ernannt; 1892 folgte er einem Ruf an seine Heimatuniversität Göttingen, wo er bis 1913 Orientalische Sprachen lehrte.
Wellhausens Hauptschriften, Die Composition des Hexateuch, die Prolegomena zur Geschichte Israels und die Israelitische und jüdische Geschichte stellten die Forschung zum Alten Testament auf eine neue Grundlage, erfuhren aber auch starken Widerspruch. Mit seinen Arbeiten zur frühislamischen Geschichte leistete er Grundlagenforschung. Sein Spätwerk sind Kommentare zum Neuen Testament, in denen er die Beziehung des historischen Jesus von Nazareth zum frühen Christentum thematisierte.
In seinen verschiedenen Tätigkeitsfeldern ging es Wellhausen darum, durch literarkritische Untersuchung der verfügbaren Quellentexte historische Entwicklungen nachzuzeichnen. Ihm verdankt die Bibelwissenschaft eine neue Meistererzählung, der zufolge zwischen dem vorexilischen Israel, in dem die Propheten wirkten, und dem nachexilischen Judentum, das den Jerusalemer Tempel und die Tora in den Mittelpunkt rückte, unterschieden werden müsse. Das jüdische Ritualgesetz entstammt demnach erst der nachexilischen Zeit und wurde von den biblischen Verfassern in eine „mosaische“ Frühzeit zurückprojiziert.
Das vorexilische Israel bewertete Wellhausen positiver als die nachexilische jüdische Kultgemeinde und das rabbinische Judentum. Auch die Frühzeit des Islams und des Christentums wurden von Wellhausen höher geschätzt als spätere, stärker institutionalisierte Formen dieser Religionen.

## Leben

### Jugend in Hameln und Hannover
Julius Wellhausen war eines von vier Kindern des Zweiten Stadtpfarrers von Hameln, August Wellhausen (1808–1861). Er erhielt den Vornamen seines Taufpaten und Onkels väterlicherseits Julius Wellhausen, der Hofchirurg des letzten Königs von Hannover war. Der Vater war nach Wellhausens Erinnerung „streng orthodox, ein großer Liturg“. Er wurde früh nervenkrank und damit arbeitsunfähig und starb im Jahr 1861 gerade 52-jährig. Die Mutter Sophie geb. Lahmeyer verw. Sievers starb 1886 nach schwerer Nervenerkrankung, Arteriosklerose und beinahe völliger Taubheit.
Julius Wellhausen überlebte seine drei Geschwister, war aber auch kränklich. Seinen Kindheitserinnerungen zufolge genoss er das kleinstädtische und ländliche Leben. Auf der Volksschule und dem Progymnasium zeigte er wenig Initiative. Eine Folge seiner nach damaligen Kriterien nur mäßigen humanistischen Bildung war, dass er Latein souverän beherrschte, aber sich im Altgriechischen zeitlebens unsicher fühlte. Ab 1859 absolvierte er das Lyceum in Hannover.

### Studium in Göttingen

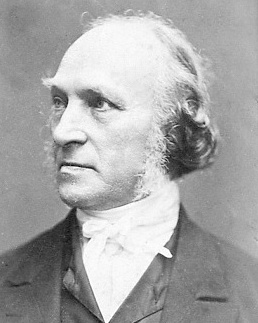
Heinrich Ewald (1874)

Am 24. April 1862 immatrikulierte sich Wellhausen an der Georg-August-Universität Göttingen. Dass er evangelische Theologie studierte, war bei einem Pfarrerssohn fast selbstverständlich. Er brachte eine Liebe zu biblischen Geschichten mit, besonders zum Propheten Elija, außerdem schätzte er Kirchenlieder. Das war, wie sich zeigte, zu wenig, um am Theologiestudium Geschmack zu finden. Er überlegte, von der Theologie zur Germanistik zu wechseln. In diesem Zusammenhang notierte er: „Die Orthodoxie fiel mir ohne viele Kämpfe ab, mir tat nur meine Mutter leid.“ Zu Wellhausens Studienzeiten war der Dogmatiker Albrecht Ritschl eine zentrale Gestalt der theologischen Fakultät, aber für Wellhausen blieb die Systematische Theologie nichtssagend. 1863 las Wellhausen Heinrich Ewalds Geschichte des Volkes Israel und war begeistert. Der alternde, als wunderlich geltende Ewald stand in Göttingen eher am Rande des akademischen Betriebs, doch seine philologische und historische Bibelexegese sprach Wellhausen an. Wellhausen hatte ein schlechter Schulunterricht das Hebräische zeitweise verleidet, aber unter dem Einfluss Ewalds lernte er in Göttingen nicht nur Hebräisch von Grund auf, sondern auch das Aramäische (mit Syrisch) und das klassische Arabisch dazu.
Mit dem Abgangszeugnis vom 15. August 1865 schloss Wellhausen sein Theologiestudium in Göttingen ab. Eine kurze Episode als Hauslehrer in Hannover folgte. 1867 kehrte Wellhausen nach Göttingen zurück, um an Ewalds Übungen zur Lektüre altarabischer Lyrik (Hamasa) teilzunehmen, die dieser in seinem Privathaus an der Unteren Masch Nr. 25 an jedem Wochentag abhielt. Ewald neigte dazu, die Studenten zu überfordern. Einige wenige fanden seinen Unterrichtsstil „erfrischend“ – darunter Wellhausen: „Achtlos, wie es schien, streute er für Empfängliche weit tragende Bemerkungen aus. Gelegentlich machte er bei schwierigen Stellen vor, wie er zum Verständnis gelangt war. Er fasste Fuss auf einem unscheinbaren Punkte, der fest war, fand von da austastend weiteren Boden, und eroberte so schliesslich das ganze Terrain.“
1866 hatte Preußen das Königreich Hannover annektiert; Wellhausen, damals Hauslehrer, hatte mit dieser politischen Neuordnung kein Problem. Anders Ewald, der sich 1867 weigerte, den Eid auf die preußische Regierung zu leisten, deshalb aus dem Beamtenstand entlassen wurde (bei Fortzahlung seines Gehalts), seine Lehrerlaubnis verlor und sich als Abgeordneter der Welfenpartei in die Politik begab. Ewald forderte von Wellhausen, seine antipreußische Positionierung zu übernehmen, aber dieser weigerte sich. Daraufhin brach Ewald mit seinem Meisterschüler und blieb zeitlebens unversöhnlich.
Ritschl hatte Wellhausen die alttestamentlichen Thesen Karl Heinrich Grafs empfohlen, als dieser ihm während seiner Zeit als Hannoveraner Hauslehrer in Göttingen einen Besuch abstattete. Rückblickend beschrieb Wellhausen, wie er als Theologiestudent die Bücher Samuel und Könige, Amos und Jesaja mit Begeisterung gelesen habe und danach die Bücher Exodus, Levitikus und Numeri durcharbeitete, nur um festzustellen, dass diese Bücher des „Gesetzes“ ihm die vorgenannten Geschichts- und Prophetenbücher gar nicht verständlicher machten. „Vielmehr verdarb mir das Gesetz den Genuss jener Schriften; es brachte sie mir nicht näher, sondern drängte sich störend ein, wie ein Gespenst, das zwar rumort, aber nicht sichtbar, nicht wirksam wird. … Da erfuhr ich bei einem gelegentlichen Besuch in Göttingen im Sommer 1867, dass Karl Heinrich Graf dem Gesetze seine Stelle hinter den Propheten anweise; und beinah ohne noch die Begründung seiner Hypothese zu kennen, war ich für sie gewonnen: ich durfte mir gestehen, dass das hebräische Altertum ohne das Buch der Thora verstanden werden könne.“ Wellhausen führte (ebd.) diese These über Karl Heinrich Graf und Wilhelm Vatke auf Wilhelm Martin Leberecht de Wette zurück. Die Formel Lex post prophetas (das Gesetz ist später als die Propheten), unter der sie bekannt ist, findet sich bei keinem der Genannten, auch nicht bei Wellhausen selbst.
Von 1868 bis 1872 war Wellhausen Repetent am Göttinger Theologischen Stift, was ihm die Möglichkeit gab, seine auf Lateinisch geschriebene Licentiaten-Promotion (über Listen im Buch der Chronik) und seine Habilitation 1870 vorzubereiten. Danach war Wellhausen als Privatdozent in Göttingen tätig. Er hatte nicht die finanziellen Mittel, um in dieser Position lange verbleiben zu können, und strebte eine Professur an. Auf Ewalds Unterstützung konnte er allerdings nicht rechnen. In seiner ersten Göttinger Zeit erschien Wellhausens Publikation über den Text des alttestamentlichen Buchs Samuel, eine Vorarbeit zu einer projektierten kritischen Textausgabe des Tanach. Wellhausen nutzte dabei immer wieder die antike jüdische Übersetzung ins Griechische (Septuaginta), um hinter den Masoretischen Text zurückzufragen.

### Professor für Altes Testament in Greifswald

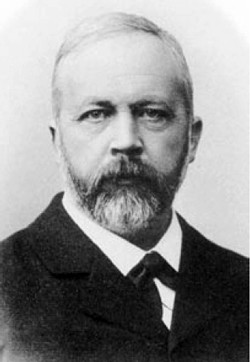
Julius Wellhausen

Mit Unterstützung von August Dillmann, einem Schüler Ewalds, und Justus Olshausen erlangte Wellhausen 1872 den ordentlichen Lehrstuhl für das Alte Testament an der Universität Greifswald. Die Fakultät war zerstritten; für Wellhausen sprach neben seiner wissenschaftlichen Leistung, dass er sich kirchenpolitisch nicht positioniert hatte und am Thema Kirchenpolitik desinteressiert war. In Greifswald bestand bald ein gutes Einvernehmen mit den Fakultätskollegen, aber nur mit Hermann Cremer trat Wellhausen in näheren Kontakt. Auch mit dem Altphilologen Ulrich von Wilamowitz-Moellendorff, der 1876 nach Greifswald kam, war Wellhausen später freundschaftlich verbunden. Theodor Mommsen, der Schwiegervater Wilamowitz’, wurde Wellhausens Vorbild als Historiker. Mommsens Begriff von der Geschichte war im Gegensatz zur vermeintlichen Objektivität Leopold von Rankes hermeneutisch orientiert.
Am 25. Juni 1875 heiratete Wellhausen Marie Limpricht (1856–1925), die älteste Tochter des Chemikers Heinrich Limpricht. Marie war damals schon eine vielbeachtete Pianistin. Später mehrte sie ihren Ruhm vor allem als Schülerin Max Regers. Marie Wellhausen erkrankte nach der Heirat schwer und erholte sich davon nie mehr ganz. Die Ehe blieb zum Bedauern der Wellhausens kinderlos.
In seinen Greifswalder Jahren veröffentlichte Wellhausen Werke, welche die alttestamentliche Wissenschaft stark veränderten:
- Was Wellhausen vorhatte, deutete sich bereits in Die Pharisäer und die Sadducäer (1874) an. Hier stellte er die These auf, dass diese beiden jüdischen Religionsparteien zur Zeit des Neuen Testaments nicht so sehr dogmatisch verschieden seien als vielmehr in ihrer Lebenspraxis: den eher politisch interessierten Sadduzäern stellte er die mehr an Frömmigkeit im Alltag orientierten Pharisäer gegenüber. Wie die Geschichte des antiken Israel aussah, vor deren Hintergrund beide Gruppen sich entfalteten, klingt dabei als Frage an.[20]
- Nach literarkritischen Untersuchungen des Buchs Genesis, die er auf den ganzen Pentateuch und das Buch Josua ausweitete, fasste er seine Ergebnisse 1876/77 in einem Beitrag für das Jahrbuch für deutsche Theologie zusammen: Die Composition des Hexateuch.[24] Wellhausen bearbeitete die 4. Auflage (1878) der Einleitung in das Alte Testament (begründet von Friedrich Bleek). Darin stellte er seine Literarkritik des Hexateuch dar und dehnte diese Betrachtung auf die Bücher Richter, Samuel und Könige aus. Das mehrfach nachgedruckte Werk erschien unter dem Titel: Die Composition des Hexateuchs und der historischen Bücher des Alten Testaments.
- Ein weiteres Hauptwerk war eine auf zwei Bände angelegte Geschichte Israels, von der nur Band I 1878 erschien, ab der zweiten Auflage 1883 unter dem Titel Prolegomena zur Geschichte Israels.

Als ausgeprägter Individualist, der er war, empfand Wellhausen Kirche und Wissenschaft zunehmend als Gegensätze. Er fremdelte mit der unierten Pommerschen Landeskirche, deren Theologennachwuchs in Greifswald ausgebildet wurde. Deshalb bat er den preußischen Kultusminister Friedrich Althoff an Ostern 1880 mündlich um eine Versetzung an die Philosophische Fakultät. Nachdem der Minister dies Ersuchen zwei Jahre lang ignoriert hatte, teilte ihm Wellhausen am 5. April 1882 schriftlich mit, er beabsichtige, seine theologische Professur zum Herbst 1882 niederzulegen und sich in Göttingen oder Halle für semitische Philologie zu habilitieren. Er begründete diesen Schritt so: „Ich bin Theologe geworden, weil mich die wissenschaﬅliche Behandlung der Bibel interessirte; es ist mir erst allmählich aufgegangen, daß ein Professor der Theologie zugleich die praktische Aufgabe hat, die Studenten für den Dienst in der evangelischen Kirche vorzubereiten, und daß ich dieser praktischen Aufgabe nicht genüge, vielmehr, trotz aller Zurückhaltung meinerseits, meine Zuhörer für ihr Amt eher untüchtig mache.“
Bei dieser beruflichen Neuorientierung erwog Wellhausen, ob er sich „den Keilen zuwenden“, d. h. die Akkadische Sprache lernen sollte. Die Fortschritte der Keilschriftforschung hatte er aufmerksam verfolgt. Aber in Greifswald fehlten ihm die Ressourcen, außerdem nahm er an, dass er Jahre des Studiums brauchen würde, bis er über Keilschrifttexte publizieren könnte. Von einem Extraordinarius für orientalische Sprachen würde man aber sehr bald einen Leistungsnachweis sehen wollen. Er setzte deshalb auf das, was er dank Ewald sicher beherrschte: Klassisches Arabisch. Das war eine Weichenstellung. Wellhausen hat die altorientalischen Texte aus der Umwelt des Alten Testaments auch später nur am Rande wahrgenommen, was schon von Zeitgenossen wie Ulrich von Wilamowitz-Moellendorff kritisiert wurde, vehement dann von dem US-amerikanischen Biblischen Archäologen William F. Albright.
Bei seinem Abschied aus Greifswald 1882 verlieh ihm die dortige Philosophische Fakultät den Ehrendoktor.

### Professor für orientalische Sprachen

#### Halle und Marburg

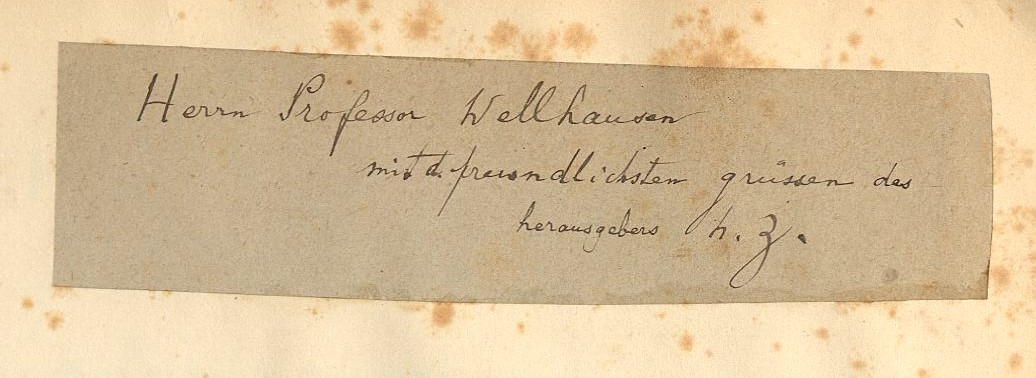
Hermann Zotenberg schenkt Wellhausen ein Exemplar seiner zweisprachigen Ausgabe der Chronik von Jean, évêque de Nikiou (1883)

Nach Niederlegung seiner theologischen Professur ernannte der preußische Kultusminister Julius Wellhausen zum außerordentlichen Professor für orientalische Sprachen an der Philosophischen Fakultät an der Universität Halle, wo er von 1882 bis 1885 wirkte. Schon 1881 hatte Wellhausen den Artikel Israel für die Encyclopædia Britannica verfasst, welcher 1884 unter dem Titel Abriss der Geschichte Israels und Juda’s auch auf Deutsch erschien. Im Teil über die Propheten näherte sich Wellhausen hier der Ansicht seines Freundes Bernhard Duhm an. 1883 war Wellhausen auf Einladung von William Robertson Smith dann an der University of Edinburgh und lernte dort den von ihm bewunderten Thomas Carlyle, damals Lordrektor der Universität, kennen.
1885 wurde er zum ordentlichen Professor für orientalische Sprachen an der Philosophischen Fakultät der Universität Marburg berufen. Um Konflikten mit der dortigen Theologischen Fakultät vorzubeugen, erhielt er die Auflage, nicht über das Alte Testament zu lehren. Da Wellhausen sich mit dem Marburger Alttestamentler Wolf Baudissin gut verstand, war diese Klausel überflüssig und wurde später gelockert. Sie kam Wellhausen aber gerade recht, da er sich lebhaft für das vorislamische und frühislamische Arabien interessierte. Den Ertrag seiner in Marburg betriebenen Arabistikforschung findet sich vor allem in dem 1887 veröffentlichten Werk Die Reste des arabischen Heidentums.
In Marburg fand Wellhausens „wander- und zechfrohe Natur“ ein ansprechendes Umfeld; hier verbrachte er nach Einschätzung von Eduard Schwartz seine glücklichsten Jahre. Er lernte die später mit ihm freundschaftlich verbundenen Wilhelm Herrmann, Adolf Jülicher, Benedikt Niese und Ferdinand Justi kennen.

#### Göttingen

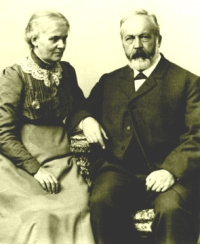
Marie und Julius Wellhausen

Als 1891 Ewalds Nachfolger in Göttingen, Paul de Lagarde, starb, legte die preußische Regierung Wert darauf, den verwaisten Lehrstuhl für Orientalische Sprachen mit einem ebenso prominenten Gelehrten zu besetzen. Theodor Nöldeke ließ sich nicht gewinnen. Auch Wellhausen, dem es in Marburg gefiel, lehnte eine Berufung nach Göttingen zunächst ab. Massiver Druck des Ministeriums und Argumente befreundeter Kollegen, darunter des Alttestamentlers Rudolf Smend, veranlassten Wellhausen dann doch, den Ruf an seine Heimatuniversität anzunehmen.
Die Wellhausens bezogen ein Haus im Göttinger Ostviertel (Wilhelm-Weber-Str. 18a), wo Julius Wellhausen bis zu seinem Tod wohnte. Er begann seine Vorlesungen in Göttingen im Wintersemester 1892. Im selben Jahr wurde Wellhausen Mitglied der Akademie der Wissenschaften zu Göttingen. Seit 1900 war Wellhausen außerdem Korrespondierendes Mitglied in der Berliner Akademie der Wissenschaften.
Seit dem Erscheinen der Prolegomena und dem Ausbleiben des ursprünglich geplanten zweiten Bandes einer Geschichte Israels stand die Frage im Raum, ob Wellhausen nur das traditionelle Geschichtsbild destruierte, ohne einen neuen Gesamtentwurf anzubieten. Diesen legte er 1894 mit seiner Israelitischen und jüdischen Geschichte vor.

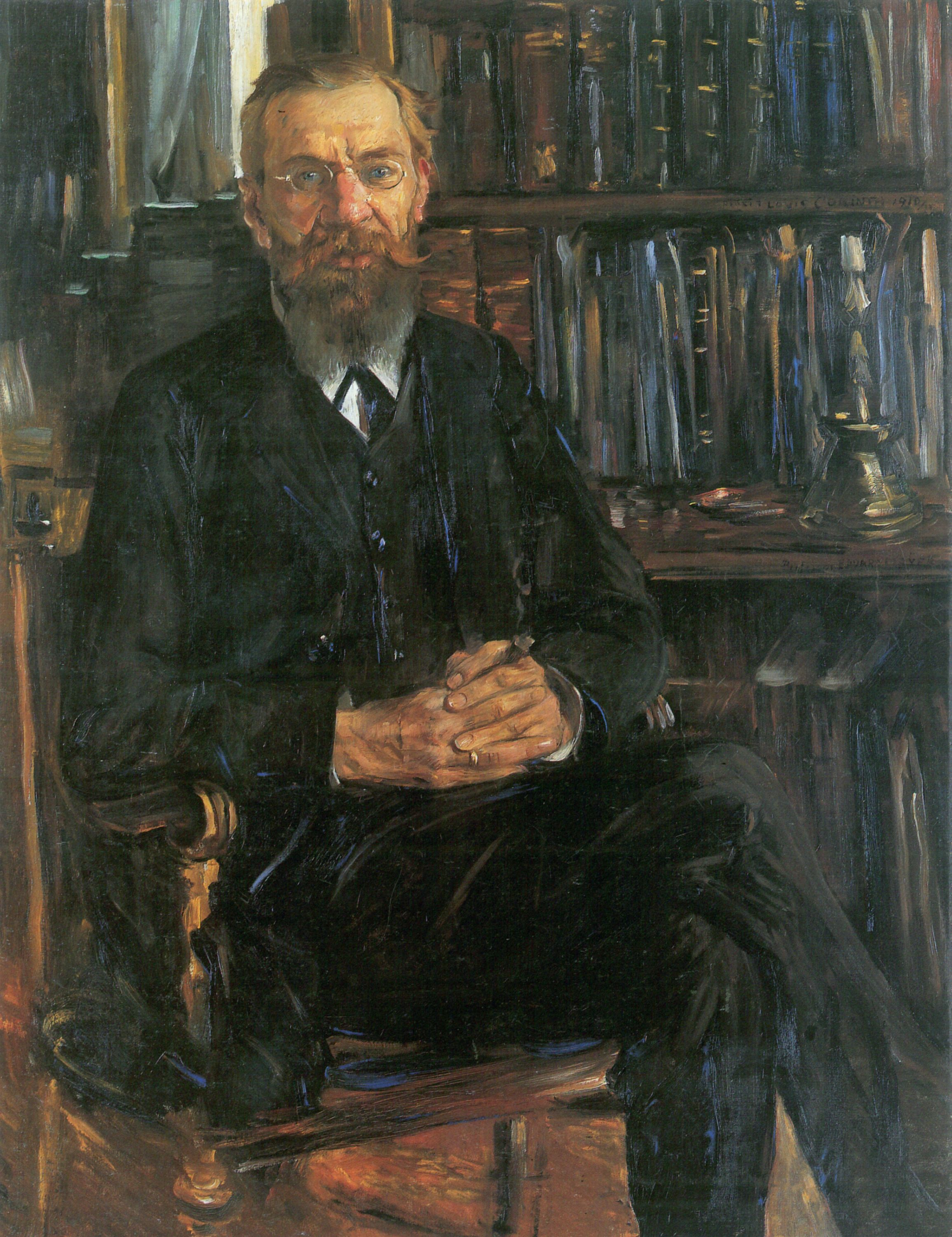
Eduard Meyer (Lovis Corinth 1910/11; Hamburger Kunsthalle)

Der in Halle lehrende Althistoriker Eduard Meyer veröffentlichte 1896 Die Entstehung des Judenthums und schloss seine Darlegungen mit der These, die vorexilische JHWH-Religion und das Auftreten der Propheten seien „nur verständlich auf dem Hintergrund der grossen Weltbegebenheiten, die sich in Vorderasien abspielen“, und das nachexilische Judentum sei ein „Product des Perserreichs.“ Wellhausen, der das Buch als Abwertung seines Beitrags zur Geschichte Israels verstand, reagierte in seiner Rezension in den Göttinger gelehrten Anzeigen scharf: Er habe die Bedeutung des Assyrerreichs für die Geschichte Israels durchaus im Blick. Meyer war tief getroffen und publizierte 1897 eine ausführliche Erwiderung. Er habe sich 1896 zwar nicht dahingehend geäußert, schrieb er abschließend, aber wenn Wellhausen es denn nun wissen wolle: ja, er meine, dass Wellhausen „in seiner israelitischen und jüdischen Geschichte die allgemeinen Zusammenhänge ungebührlich in den Hintergrund treten lässt und dadurch mehrfach nicht zum vollen politischen Verständniss gelangt ist. Er verfährt ungefähr wie die Verfasser unserer Schulbücher über deutsche und preussische Geschichte, die von der europäischen Situation und der allgemeinen Politik auch nur reden, wo es absolut nicht anders geht, und daher ein wahrhaft historisches Verständniss nicht zu erschliessen vermögen.“ Vordergründig ging es in dem Streit zwischen Meyer und Wellhausen um den Quellenwert der im Buch Esra im Wortlaut zitierten aramäischen Dokumente. Meyer hielt sie für authentische Quellen der Perserzeit, Wellhausen bestritt ihre Echtheit. Dahinter wurden, wie Hans Liebeschütz herausgearbeitet hat, zwei gegensätzliche Geschichtsauffassungen erkennbar. Wellhausen wollte die israelitische bzw. jüdische Geschichte aus sich selbst heraus verstehen, Meyer dagegen ordnete beide in den Zusammenhang der altorientalischen Geschichte ein. Hier kollidierten ein literarhistorischer und ein universalgeschichtlicher Ansatz.
Während seiner Göttinger Zeit fasste Wellhausen mehrere bedeutende Arbeiten zur Geschichte des frühen Islams ab, so 1901 Die religiös-politischen Oppositionsparteien im alten Islam über die Charidschiten und die Anfänge der Schia und 1902 Das arabische Reich und sein Sturz über die Gründe des Niedergangs der Dynastie der Umayyaden.

### Späte Jahre

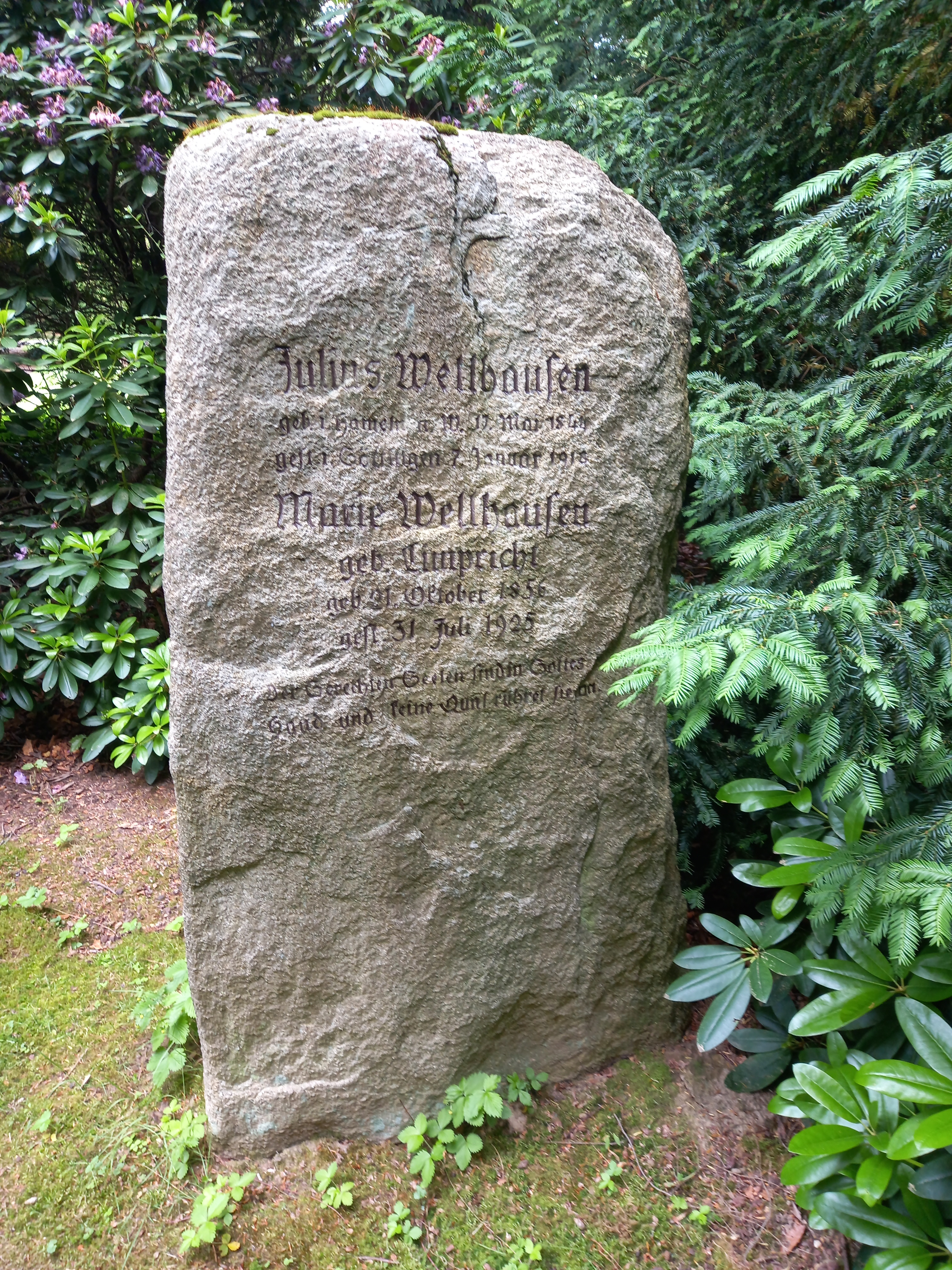
Grab der Eheleute Wellhausen; Bibelvers: (Stadtfriedhof Göttingen)

Wellhausens körperliche Konstitution war schwach. Es wird von andauernden Magenerkrankungen, Schlaflosigkeit und Arteriosklerose, die ihm das Schreiben im Alter fast unmöglich machte, berichtet. Mit etwa sechzig Jahren war er zudem ertaubt. Deshalb schied er 1903 aus der Göttinger Akademie der Wissenschaften aus, die ihn umgehend zum Ehrenmitglied ernannte.
Wie das entstehende Christentum in die von ihm entworfene Geschichte des nachexilischen Judentums einzuordnen sei, war ein Thema, das Wellhausen in seinen Göttinger Jahren interessierte. Seine gesundheitlichen Einschränkungen legten es nahe, sich nur noch ein umgrenztes Gebiet wie die Evangelien vorzunehmen. Es erschienen dann 1903 ein Kommentar zu Markus, 1904 zu Matthäus und zu Lukas, 1905 schließlich eine Einleitung in die drei ersten Evangelien. 1908 folgte der Kommentar zu Johannes, dessen Heterogenität Wellhausen schon in den Vorarbeiten festgestellt hatte. Hierin schlugen sich vor allem Diskussionen mit dem befreundeten Altphilologen Eduard Schwartz nieder.
Auch in seinen letzten Lebensjahren wurde Wellhausen als fröhlicher, ausgeglichener Mensch mit einem rustikalen Charme und Auftreten jenseits gelehrter, professoraler Allüren beschrieben. Wellhausen starb am 7. Januar 1918 im Alter von 73 Jahren in Göttingen und wurde am 10. Januar auf dem dortigen Stadtfriedhof begraben. Bei der Trauerfeier amtierte der Alttestamentler Alfred Bertholet.

## Werk

### Altes Testament
Wellhausen griff bei seiner Literarkritik auf Arbeiten früherer Exegeten zurück, die er sichtete, zusammenfasste und in einer sowohl differenzierteren als auch eingängigeren Weise präsentierte. Ganz neu war aber, dass Wellhausen die Literarkritik nicht (wie er selbst formulierte) „als Sport oder Kegelspiel“ betrieb, sondern sie konsequent nutzte, um die Geschichte des antiken Israel zu rekonstruieren.
Wellhausen verfasste drei Hauptwerke zum Alten Testament, die sich ergänzen:
1. Die Composition des Hexateuchs und der historischen Bücher des Alten Testaments,
2. Prolegomena zur Geschichte Israels,
3. Israelitische und jüdische Geschichte.

„Die Composition legt den quellenkritischen Grund, die Prolegomena ziehen die überlieferungs- und religionsgeschichtlichen Konsequenzen, die Israelitische und jüdische Geschichte zeichnet auf der Grundlage der so rekonstruierten Überlieferungs- und Religionsgeschichte den Verlauf der Geschichte Israels … von den Anfängen unter Mose bis zum zweiten jüdischen Aufstand unter Bar Kochba“ nach.
Demnach bestätigte die literarkritische Untersuchung der Hexateuchquellen, was Wellhausen von Graf gelernt hatte: In der vorexilischen Zeit hatte Israel mehrere Heiligtümer, ohne dass dies Anstoß erregte, und die Propheten verkündeten den Willen JHWHs, ohne sich an einem schriftlichen Gesetz zu orientieren. Nach dem Exil und nach dem Verlust der Staatlichkeit scharte sich eine jüdische Kultgemeinde unter Leitung des Hohepriesters um den Jerusalemer Tempel. Aus dieser Zeit stammte der Priestercodex mit seinen kultgesetzlichen Regelungen; er wurde aber in die Frühzeit zurückprojiziert und auf Mose zurückgeführt.

### Arabistik
Als Arabist stellte sich Wellhausen in Halle mit der Publikation Muhammed in Medina (1882) vor. Darin heißt es einleitend: „Den Uebergang vom Alten Testament zu den Arabern habe ich gemacht in der Absicht, den Wildling kennen zu lernen, auf den von Priestern und Propheten das Reis der Thora Jahve’s gepfropft ist. Denn ich zweifle nicht daran, dass von der ursprünglichen Ausstattung, mit der die Hebräer in die Geschichte getreten sind, sich durch die Vergleichung des arabischen Altertums am ehesten eine Vorstellung gewinnen lässt.“ Dieses Selbstzeugnis betont die Kontinuität mit seiner bisherigen alttestamentlichen Forschung und wertet die arabischen Quellen gegenüber den mesopotamischen Texten, die just zu dieser Zeit entdeckt und veröffentlicht wurden, als religionsgeschichtliches Vergleichsmaterial für das antike Israel auf.
Die Vorgehensweise ist die beim Alten Testament erprobte: Wellhausen nahm seinen Ausgangspunkt bei den Quellen, die er kritisch analysierte mit dem Ziel einer Rekonstruktion der arabischen Geschichte (von den Anfängen bis zum Ende der Umayyadendynastie) und der Religionsgeschichte der vor- und frühislamischen Araber. Wie Wellhausen das aus dem Alten Testament kannte, handelt es sich auch bei den arabischen Geschichtswerken um Sammelwerke, die Exzerpte verschiedener Autoren enthalten. Er leistete Grundlagenarbeit durch die Erschließung des umfangreichen Quellenmaterials, für das er auch eine vereinfachte Umschrift einführte.
Wellhausens Bedeutung für die Arabistik liegt vor allem im Bereich der politischen Geschichte: Mit Das arabische Reich und sein Sturz legte er 1902 die erste Beschreibung der Umayyadenzeit auf quellenkritischer Grundlage vor. Ebenso beschäftigte er sich mit den militärischen Auseinandersetzungen im Rahmen der islamischen Expansion.

### Neues Testament
Die neutestamentlichen Arbeiten bilden das Spätwerk Wellhausens. Er erstellte ab 1903 Scholienkommentare zu den Evangelien, ohne wissenschaftliche Literatur einzubeziehen. Hierin liegt bis heute ihre Grenze und Größe. Der Verzicht auf die gesamte Fachdiskussion war teilweise erzwungen durch Wellhausens gesundheitliche Einschränkungen. Wellhausen breitete vor dem Leser nur seine eigenen Beobachtungen am Text aus, in einer frischen, anregenden Sprache. Wie im Alten Testament die Geschichte und Religionsgeschichte Israels, so war im Neuen Testament eine aus den Texten gewonnene Gesamtschau der Entstehung des Christentums das Ziel. Dabei übernahm er die Zweiquellentheorie und argumentierte, dass das Evangelium nach Markus älter sei als die Logienquelle Q. Wellhausen betonte, dass der historische Jesus von Nazareth, von dem aber kaum etwas bekannt sei, Jude gewesen sei. Er habe sich weder als Messias noch als Menschensohn verstanden. „Wir können nicht zurück zu ihm, auch wenn wir wollten. … Für das was mit dem Evangelium verloren geht, ist der historische Jesus, als Grundlage der Religion, ein sehr zweifelhafter und ungenügender Ersatz. Ohne seinen Tod wäre er überhaupt nicht historisch geworden. Der Eindruck seiner Laufbahn beruht darauf, daß sie nicht abgeschlossen, sondern jäh unterbrochen wurde, nachdem sie kaum begonnen hatte.“
Tendenziell wertete Wellhausen die Anfänge stets höher als das, was daraus wurde, doch konnte er auch späteren Epochen Positives abgewinnen: „Solange der Teig noch am Gären war, fanden auch der Islam und das arabische Reich, das Judentum und das Gesetz, das Christentum und das Evangelium sein Interesse. Es erlosch, sobald die Dinge sich verfestigt und die Gestalt der Orthodoxie, des allumfassenden Imamats, des Rabbinats und der Kirche angenommen hatten.“

## Rezeptionsgeschichte

### Wellhausens Schriften zum Alten Testament

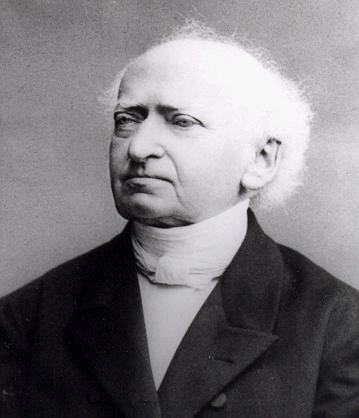
Franz Delitzsch

Wellhausens Prolegomena zur Geschichte Israels erregten großes Aufsehen und starken Widerspruch, allen voran durch August Dillmann und Franz Delitzsch. Letzterer hatte gegen die Literarkritik bisher Vorbehalte geäußert, sie aber nicht als Ganzes abgelehnt. Die Prolegomena erschreckten ihn, das Buch habe ein „Hundsgesicht … es strotzt voll cynische Frechheit.“
Andere Konservative, wie Wolf Wilhelm von Baudissin und Rudolf Kittel Sen., aber auch der Niederländer Abraham Kuenen und der Schotte William Robertson Smith, schlossen sich jedoch Wellhausens Position an. Durch Kuenen und Smith wurde Wellhausens Werk früh außerhalb des deutschen Sprachraums rezipiert. Mochten auch Schulhäupter wie Dillmann und Delitzsch mit scharfer Polemik widersprechen, in Deutschland stellte sich die jüngere evangelische Theologengeneration mehrheitlich auf die Seite Wellhausens. Insofern entstand eine Wellhausen-Schule, an der Wellhausen selbst allerdings nicht interessiert war.

#### Vorwurf der Geschichtskonstruktion
Der Widerspruch entzündete sich daran, dass Wellhausen mit den Prolegomena jenes Bild der Geschichte Israels zerstörte, das dem vermeintlich „unbefangenen“ bibellesenden Gemeindeglied und Pfarrer selbstverständlich gewesen war: die in Kanaan umherziehenden Erzeltern, Israel in Ägypten, der Exodus unter Leitung des Mose, die Gesetzgebung am Sinai, die Eroberung Kanaans und dann das gemäß den Sinai-Gesetzen geregelte Leben in Kanaan, erst im Stammesverband, später in Königreichen. Aufgabe der Propheten war es demnach, die Zeitgenossen an diese Sinai-Gesetze zu erinnern. An die Stelle dieses vertrauten Geschichtsbilds setze Wellhausen seine „willkürliche Geschichtsconstruction“, wie Bruno Baentsch die Position der Kritiker 1896 referierte. Wellhausen nahm dazu in den Prolegomena Stellung: „Konstruiren muss man bekanntlich die Geschichte immer; die Reihe Priesterkodex Jehovist Deuteronomium [= die Ältere Urkundenhypothese] ist auch nichts direkt durch die Überlieferung oder durch die Natur der Dinge Gegebenes, sondern eine nur wenige Decennien alte Hypothese, von der man jedoch die freilich etwas unfassbaren Gründe vergessen hat und die dadurch in den Augen ihrer Anhänger den Schein des Objektiven, d. h. den Charakter des Dogmas, bekommt. Der Unterschied ist nur, ob man gut oder schlecht konstruirt.“
Die Vorwürfe gegen Wellhausen waren widersprüchlich: Da Wellhausen eine geschichtliche Entwicklung bzw. Evolution der Religion Israels annahm, galt er einigen als Darwinist. Für andere war Wellhausen, da er Vatke bewunderte, ein Hegelianer. Über Vatke und seinen Schüler Wellhausen sei die Hegelsche Geschichtsphilosophie in die Bibelwissenschaft eingedrungen, und deshalb werde die Geschichte Israels von Wellhausen als „Ideengeschichte“ konstruiert, so eine verbreitete Einschätzung (beispielsweise bei Gerhard von Rad und Hans-Joachim Kraus). Sie wurde von Lothar Perlitt in seiner Dissertation 1962 (unter dem Titel Vatke und Wellhausen 1965 veröffentlicht) entkräftet. Demnach hatte Wellhausen gerade nicht Vatkes geschichtsphilosophische Grundlagen übernommen, sondern einzelne exegetische Erkenntnisse.

#### Vorwurf des Antisemitismus
Solomon Schechter wies 1903 in einer Ansprache mit dem Titel Higher Criticism – Higher Anti-Semitism darauf hin, dass die sogenannte Höhere Bibelkritik (= Literarkritik) in einem protestantisch geprägten akademischen Umfeld entwickelt wurde, das einen „höheren Antisemitismus“ kultiviere: „Er verbrennt die Seele und lässt den Körper unverletzt.“ Die Hebräische Bibel sei für das Judentum von zentraler Bedeutung, und gerade sie suche die Literarkritik zu zerstören und dem Judentum zu entwinden, womit man ihm auch seine Zukunft nehme. „Wellhausens Prolegomena und Geschichte wimmeln von giftigen Aperçus gegen das Judentum. Da muss man sich nicht wundern, dass der preußische Staat ihn durch eine der höchsten Auszeichnungen, die er zu vergeben hatte [gemeint ist der Orden Pour le mérite für Wissenschaften und Künste], belohnte.“
Besonders anstößig war Wellhausens Spätdatierung des Priesterkodex in die nachexilische Zeit. David Zvi Hoffmann veröffentlichte 1904/1916 eine zweiteilige Widerlegung Wellhausens unter dem Titel: Die wichtigsten Instanzen gegen die Graf-Wellhausensche Hypothese. Darin bekräftigte er den traditionellen Standpunkt des orthodoxen Judentums, dass die Tora vom Himmel gegeben sei und es deshalb undenkbar sei, dass jemand anderes als Mose oder gar ein Späterer als Mose sie geschrieben hätte. Als liberaler Rabbiner teilte Benno Jacob die orthodoxe Sicht der Tora vom Himmel so nicht, wandte sich aber ebenfalls gegen die Wellhausen-Schule, die mit ihrer Neueren Urkundenhypothese eine antisemitisch gefärbte Pseudowissenschaft vertrete: „Während J [= der Jahwist] der Liebling der christlichen Kritiker ist, E [= der Elohist] mit Achtung behandelt wird und auch D [= der Deuteronomist] noch Gnade findet, erfreut sich P [= der Verfasser der Priesterschrift] ihrer ganzen Abneigung, und es scheint fast, … daß er der Prügelknabe für latenten Antisemitismus sein soll. Er ist der unduldsame Priester und Gesetzesfanatiker, der trockene Jurist und engherzige Dogmatiker, der gelehrte Pedant, der unleidliche Kleinigkeitskrämer und Zahlenmensch. … Kurz, er ist der echte Jude, sein Werk ein Erzeugnis der Judenschule und ihrer wert.“
Michael Bauer differenziert zwischen der persönlichen Haltung Wellhausens, den er ebenso wie Mommsen „dem liberalen Spektrum eines gemäßigten Vorbehalts gegen das Judentum“ zuordnet, und der Brauchbarkeit von Wellhausens Werk für Legitimierungsstrategien des politischen Antisemitismus, beispielsweise bei Houston Stewart Chamberlain.

#### Friedrich Nietzsche
In seiner Privatbibliothek besaß Friedrich Nietzsche drei Bücher Wellhausens: die Prolegomena (1883) und zwei Bände Skizzen und Vorarbeiten; sie zeigen viele Lesespuren. Insbesondere die Prolegomena, die er 1888 las, dienten Nietzsche zur Vorbereitung seines Spätwerks Der Antichrist. Vor seiner Wellhausen-Lektüre hatte Nietzsche ein positives Bild des Alten Testaments, das er mit dem Neuen Testament kontrastierte. Mit den Prolegomena rezipierte er die Neuere Urkundenhypothese und beschränkte sein positives Urteil auf die älteren Quellenschriften, besonders den Jahwisten. Sehr negativ beurteilte er nun die Priester, die „ihre eigne Volks-Vergangenheit“ in einem „schmachvollsten Akt der Geschichts-Fälschung“ zu einem „stupiden Heils-Mechanismus“ umgestaltet hätten. Bemerkenswert schien ihm, dass sich im Schöpfungsbericht die „Höllenangst Gottes vor der Wissenschaft“ zeige. In der politischen Ohnmacht des Exils hätten die jüdischen Priester dazu angeleitet, die Schuld bei sich selbst zu suchen, eine innere Welt zu kultivieren und damit die Grundlagen für das Christentum gelegt.

#### Max Weber
Max Weber teilte eine zu seiner Zeit verbreitete und über die evangelische Theologie hinausreichende Wertschätzung für Wellhausens Hauptwerke. Das seien „große Werke“, wenn sie auch für die Sozialgeschichte Israels wenig erbrächten. In den Details stimmte er mit Wellhausen oft nicht überein. Weber verdankte seiner Wellhausen-Lektüre unter anderem die Bezeichnung „Eidgenossenschaft“ für die israelitische Gesellschaft der vorstaatlichen Zeit (Buch der Richter).

### Wellhausens Schriften zum Neuen Testament
Die Rezeption von Wellhausens neutestamentlichen Schriften blieb vergleichsweise gering. Da er die Fachdiskussion ignoriert hatte, überging diese auch weitgehend seine Kommentare. Er trug zur Krise der Leben-Jesu-Forschung bei, die Albert Schweitzer von anderen Voraussetzungen kommend aufarbeitete. Rudolf Bultmann konnte bei Wellhausen den Unterschied zwischen den älteren Einzeltraditionen und ihrer redaktionellen Komposition in den Evangelien lesen.

## Auszeichnungen
1901 wurde Julius Wellhausen mit dem Orden Pour le Mérite ausgezeichnet. 1906 wurde ihm der Königliche Kronen-Orden (III. Klasse) verliehen.

## Julius-Wellhausen-Vorlesungen
Die Niedersächsische Akademie der Wissenschaften zu Göttingen veranstaltet seit 2007 eine Julius-Wellhausen-Vorlesung. Es werden ausländische Referenten zu allgemeinverständlichen Vorträgen über Altertumswissenschaft zum Gedenken an einen Gelehrten, der über Christentum, Judentum und Islam forschte, eingeladen.

## Bibliographie

### Altes Testament und israelitisch/jüdische Geschichte
- De gentibus et familiis Judaeis quae 1. Chr 2.4 enumerantur. 1870.
- Der Text der Bücher Samuelis. Vandenhoeck & Ruprecht, Göttingen 1871 (Digitalisat).
- Die Pharisäer und die Sadducäer. Eine Untersuchung zur inneren jüdischen Geschichte. L. Bamberg, Greifswald 1874. (Digitalisat)
- Geschichte Israels in zwei Bänden. Band 1. Reimer, Berlin 1878. (Digitalisat)
- Prolegomena zur Geschichte Israels. 2. Ausgabe, Band 1. Reimer, Berlin 1883 (Digitalisat); Prolegomena. 3. Ausgabe, Reimer, Berlin 1886 (Digitalisat); Prolegomena. 5. Ausgabe, Reimer, Berlin 1899 (Digitalisat).
- Abriss der Geschichte Israels und Juda’s. In: Skizzen und Vorarbeiten. 1. Heft. Reimer, Berlin 1884 (Digitalisat).
- Die Composition des Hexateuch. In: Skizzen und Vorarbeiten. 2. Heft. Reimer, Berlin 1885 (Digitalisat); 3. Auflage, Reimer, Berlin 1899; Die Composition des Hexateuchs und der historischen Bücher des Alten Testaments. 4. unveränderte Auflage.(Digitalisat); Reprint: de Gruyter, Berlin 1963 (Digitalisat).
- Die Kleinen Propheten übersetzt und mit Noten. In: Skizzen und Vorarbeiten. 5. Heft. Reimer, Berlin 1892 (Digitalisat). Die Kleinen Propheten, 2. Auflage, Reimer, Berlin 1893 (Digitalisat).
- Israelitische und Jüdische Geschichte. 1. Auflage. Reimer, Berlin 1894 (Digitalisat); 5. Auflage 1904 (Digitalisat). 6. Auflage 1907. 8. Auflage de Gruyter, Berlin/Leipzig 1921 (Digitalisat).
- Verschiedenes: Bemerkungen zu den Psalmen; Des Menschen Sohn; Zur Apokalyptischen Literatur; Über einige schwache Verben im Hebräischen. In: Skizzen und Vorarbeiten. 6. Heft. Reimer, Berlin 1899, S. 161 ff. (Digitalisat)
- Grundrisse zum Alten Testament. Hrsg. von Rudolf Smend. Kaiser, München 1965.

### Arabistik
- Muhammed in Medina: Das ist Vakidi’s Kitab al Maghazi. In verkürzter deutscher Wiedergabe. Reimer, Berlin 1882 (Digitalisat).
- Lieder der Hudhailiten, Arabisch und Deutsch. In: Skizzen und Vorarbeiten. 1. Heft. Reimer, Berlin 1884 (Digitalisat).
- Medina vor dem Islam; Muhammads Gemeindeordnung von Medina; Seine Schreiben, und die Gesandtschaften an ihn. In: Skizzen und Vorarbeiten. 4. Heft. Reimer, Berlin 1889 (Digitalisat).
- Reste arabischen Heidentums. Reimer, Berlin 1897 (Digitalisat).
- Prolegomena zur ältesten Geschichte des Islams. In: Skizzen und Vorarbeiten. 6. Heft. Reimer, Berlin 1899, S. 1–160 (Digitalisat).
- Die religiös-politischen Oppositionsparteien im alten Islam. Weidmann, Berlin 1901 (Digitalisat); Die religiös-politischen Oppositionsparteien im alten Islam, hrsg., eingeleitet und mit einer Bibliographie versehen von Ekkehard Ellinger, deux mondes, Schwetzingen 2010, ISBN 978-3-932662-12-6.
- Das Arabische Reich und sein Sturz. Reimer, Berlin 1902 (Digitalisat).

### Neues Testament
- Das Evangelium Marci übersetzt und erklärt. Reimer, Berlin 1903 (Digitalisat).
- Das Evangelium Matthaei übersetzt und erklärt. Reimer, Berlin 1904 (Digitalisat).
- Das Evangelium Lucae, übersetzt und erklärt. Reimer, Berlin 1904 (Digitalisat).
- Einleitung in die ersten drei Evangelien. Reimer, Berlin 1905 (Digitalisat).
- Die Christliche Religion mit Einschluss der israelitisch-jüdischen Religion. In: Paul Hinneberg (Hrsg.): Kultur der Gegenwart. Teubner, Berlin/Leipzig 1906, S. 1–40 (Digitalisat).
- Das Evangelium Johannis. Reimer, Berlin 1908 (Digitalisat).
- Kritische Analyse der Apostelgeschichte. In: Abhandlungen der königlichen Gesellschaft der Wissenschaften zu Göttingen, philologisch-historische Klasse. Neue Folge, Band XV, Nro. 2. Weidmann, Berlin 1914.

Wellhausens Studien sind verzeichnet bei Rudolf Smend: Julius Wellhausen, ein Bahnbrecher in drei Disziplinen (= Themen, 84). Siemens Stiftung, München 2006, ISBN 3-938593-04-0, S. 64 f.
- Briefe. Hrsg. von Rudolf Smend in Zusammenarbeit mit Peter Porzig und Reinhard Müller. Mohr Siebeck, Tübingen 2013.